# Финикийское письмо
Финики́йское письмо́ — одна из первых засвидетельствованных в истории человечества систем фонетического письма. Появилась около X века до н. э. и стала родоначальницей большинства современных алфавитных и некоторых других систем письма.
Имела консонантный принцип, то есть для записи слов использовали только согласные звуки. Значение гласных оставляли на понимание читателя, то есть основанием этого понимания предполагали, как скрытый фон, общий жизненный опыт всех тех, кто этой письменностью пользовался. Текст записывали справа налево.

## Определение алфавитной письменности
Алфавитная письменность — это письменность, где один знак передаёт один звук, в отличие от логографического и идеографического письма, где каждый знак соответствует определённому понятию или морфеме. Слоговая письменность также не может считаться алфавитным письмом, так как каждый знак в силлабариях соответствует отдельному слогу, но не звуку.

## История финикийского письма
Финикийское письмо является одной из первых алфавитных письменностей в мире. Именно оно дало начало нескольким ветвям алфавитных письменностей, и на сегодняшний день почти все алфавитные письменности мира (за исключением японской каны и, возможно, корейского письма) имеют корни именно в финикийском письме. Другие письменности, имеющие алфавитную структуру — древнеперсидская клинопись и мероитское письмо — не прижились.
Пять алфавитных письменностей считаются более древними, чем финикийское письмо — угаритское письмо (примерно на 400 лет старше), древнеханаанейское письмо (примерно на 600 лет старше), протосинайская письменность (примерно на 800 лет старше), библское письмо (примерно на 800 лет старше) и южноаравийское письмо, которое старше примерно на один век.

## Устаревшие теории происхождения

### Египетская теория
Согласно одной из самых распространённых теорий, алфавитное письмо зародилось в Египте. Эта теория была предложена Франсуа Ленорманом и изложена Эммануэлем де Руже в 1874 году. Как правило, сторонники египетской теории делятся на три группы. Первая группа склоняется к теории, что алфавитное письмо происходит от иероглифического письма, сторонниками этой теории являлись Жан-Франсуа Шампольон, Франсуа Ленорман и другие учёные. Вторая группа учёных склоняется к версии о происхождении алфавитного письма из иератического письма, сторонниками этой версии являлись Исаак Тейлор, Пьер Монте и др. Третья теория, соответственно, предполагает происхождение алфавитного письма из демотического письма, однако эта теория неприемлема, так как алфавитное письмо появилось раньше демотического. Сторонником этой теории являлся Ганс Бауэр.
Однако египетская теория подвергается критике, так как при наличии столь большого числа различных форм знаков (более 700) совпадения с отдельными знаками финикийского письма неизбежны. Кроме того, в египетском иероглифическом письме изначально употреблялись специальные знаки для односогласных и двусогласных частей слова, однако впоследствии односогласные знаки стали употребляться гораздо реже идеографических знаков, причём самостоятельно односогласные знаки практически никогда не употреблялись. Также в алфавите для обозначения одного звука существует один знак, значение которого не меняется, в то время как в египетском письме один и тот же звук может быть обозначен различными знаками. Если бы алфавит действительно появился в Египте, то у египтян не было бы оснований на протяжении ещё нескольких столетий использовать гораздо более сложную иероглифическую письменность, и, спустя несколько столетий после изобретения алфавита, упрощать иероглифическую и иератическую письменности.

### Синайская теория
В 1916 году Алан Гардинер и Курт Зете в ходе исследований по изучению древнесинайских надписей, открытых в 1904—1905 гг. Флиндерсом Питри (всего сохранилось около 50 надписей, часть из которых была найдена в период между 1927 и 1935 годами) пришли к выводу, что синайская письменность является промежуточным звеном между египетской иероглификой и алфавитным письмом. Однако, в ходе дешифровки синайских надписей более или менее уверенно можно говорить о дешифровке лишь одной надписи, отождествлении имени богини Ба‘алат (синайск. ). Тем не менее убедительных доказательств происхождения алфавита от синайского письма нет, а само синайское письмо разумнее рассматривать как один из древнейших опытов по созданию алфавитного письма.
Сам Гардинер так отзывался о дешифровке древнесинайского письма: «К сожалению, я не располагаю данными для чтения какого-либо другого слова, кроме имени Ба‘алат; поэтому дешифровка его остаётся не поддающейся проверке гипотезой».

### Библская теория
Согласно предположению Мориса Дюнана, прототипом алфавита была библская псевдоиероглифическая письменность. Эта письменность была открыта в 1929 году в Библе в Сирии (ныне — территория современного Ливана) Морисом Дюнаном и имеет несколько вариантов дешифровки. Согласно его теории, в некоторых надписях из Библа встречаются знаки, занимающие промежуточное положение между силлабической письменностью и алфавитом, эти знаки рассматриваются Дюнаном как «линейное воспроизведение» псевдоиероглифических знаков. Дюнан также предположил, что если библское письмо было изобретено для несемитского языка, то эти знаки специально были упрощены для приспособления к семитскому финикийскому языку.
Теория Дюнана основана на пяти доводах: псевдоиероглифическая письменность Библа и финикийское письмо последовательно употреблялись на одной территории; большинство финикийских знаков, за исключением хе и коф, имеет схожие знаки в библском письме; обе письменности имеют направление письма справа налево; надписи на спатулах, особого рода памятниках древнесемитского письма, делались как библским, так и финикийским письмом; в древнейших памятниках как библского, так и финикийского письма слова разделялись с помощью вертикальных линий.
Кроме того, некоторые знаки, имеющие сходство с алфавитными, были найдены на предметах из Библа, датируемых XX—XIX вв. до н. э. В Библе была также найдена бронзовая статуэтка, датируемая XVIII веком до н. э., с пятью внешне «алфавитными» знаками. По мнению Дюнана, эту надпись можно прочесть как l(ī) 'Amn (точнее — ly’mn), что значит «ко мне, Амон», однако, если предположить, что второй символ, вертикальная черта, — разделитель слов, то эту надпись можно прочесть как l’mn — «принадлежит Амону», а направление письма этой надписи — бустрофедон. Таким образом, согласно теории Дюнана, время возникновения алфавита относится к XX—XVIII вв. до н. э.

### Угаритский клинописный алфавит
14 мая 1929 года во время раскопок в Рас-Шамре было обнаружено несколько клинописных табличек. В результате раскопок 1930—1932 годов было обнаружено достаточное количество табличек, найденных на месте храмовой библиотеки и школы писцов. Часть из них была выполнена вавилонской клинописью, однако подавляющее большинство текстов этих табличек было сделано неизвестным на тот момент угаритским клинописным алфавитом. Тем не менее угаритский алфавит никак не связан с ассиро-вавилонской клинописью, кроме способа написания (то есть выдавливания знаков на глиняных табличках с помощью палочки) и направления письма: слева направо. Как правило, надписи, сделанные угаритским алфавитом, датируются XV веком до н. э., однако, по некоторым предположениям, они могут датироваться XVI веком до н. э. Существует вероятность, что угаритский алфавит был изобретён человеком, знакомым с северносемитским письмом. Кроме того, ряд находок подтверждает сходность алфавитного порядка угаритского и финикийского алфавитов. Это может говорить о том, что северносемитский алфавит существовал уже в XVI веке до н. э., то есть гораздо раньше, чем датируется большинство из древнейших северносемитских надписей. По мнению Бауэра, угаритский алфавит был создан для несемитского языка; по мнению Дюнана, создатель угаритского алфавита имел представление о библском псевдоиероглифическом письме.
А. Г. Лундин реконструировал графические прототипы угаритских знаков и обнаружил сходство между ними и более поздними финикийской и южноаравийской письменностью.

#### Теория доисторических геометрических знаков
По мнению Флиндерса Питри, северносемитское письмо, а также письменности Малой Азии, южносемитские алфавиты, греческий алфавит, кипрское письмо, письменность ряда нерасшифрованных надписей из Египта и синайское письмо происходят от доисторических геометрических меток, употреблявшихся народами Средиземноморья с древнейших времён. Эта теория не нашла большого числа сторонников, однако исключать вероятность влияния некоторых знакомых изобретателю алфавита меток не следует.

#### Другие теории
Согласно мнению Джона Эванса, выдвинутому в 1875 году, буквы алфавита происходят от изображений предметов, соответствующих названиям букв. В 1914 году аналогичная теория была выдвинута Люсьеном Готье. Акрофонического принципа придерживается также Василий Струве.
Оригинальную концепцию предложил Г. Ф. Турчанинов, расшифровавший библские таблицы на основе протоабхазского языка и составивший исчерпывающий силлабарий для этих текстов.
Также выдвигался ряд малоуспешных гипотез о происхождении алфавита из клинописи, критского силлабария, хеттской письменности. Нацистами также были выдвинуты свои гипотезы, согласно которым алфавит — изобретение арийской расы.

##### Критская теория
Согласно теории Артура Эванса, алфавит был заимствован финикийцами у филистимлян, которые якобы занесли алфавит в Ханаан с Крита. Однако это невозможно ввиду того, что побережье Ханаана было завоёвано филистимлянами около 1220 года до н. э., когда алфавит существовал уже несколько веков. Теория вышла из обихода после дешифровки линейного письма Б и в настоящее время не рассматривается специалистами как серьёзная.

## Теория «недостающего звена» (ханаанейская теория)
Согласно теории «недостающего звена», дополняющей теорию Гардинера, промежуточное положение между синайской и северносемитской письменностью занимает письменность, названная древнеханаанейской, памятники которой были обнаружены в Израиле. 
В середине 20 в. было известно одиннадцать памятников этой письменности, которые можно разделить на три группы.
1. Первая группа — найденный в 1929 году черепок из Гезера, найденная в 1937 году каменная пластина из Шхема и надпись на кинжале из Лахиша, найденном в 1934 году, однако надпись на нём была обнаружена и опубликована лишь в 1937 году. Надписи данной группы датируются XVI веком до н. э.
2. Ко второй группе относят черепок из Телль эль-Хеси[англ.], обнаруженный в 1891 году и найденный в 1932 году горшок из Телль эль-‘Аджула[англ.]. Также к этой либо к третьей группе можно отнести остракон из Бейт-Шемеша, найденный в 1930 году. Надписи из этой группы датируются XIV веком до н. э.
3. К третьей группе относятся несколько надписей из Лахиша: надпись на кувшине, найденном в 1934 году, надпись на чаше, найденной годом позже, надпись на крышке курильницы, найденной в 1936 году и «Чаша из Лахиша № 2», найденная в 1934 году. Эти надписи датируются второй половиной XIII века до н. э. К этой группе также относится золотое кольцо из Мегиддо, которое нашедший его британский археолог Филипп Гай[англ.] датирует 1300—1200 гг. до н. э.[14] К третьей группе также могут относиться знаки на камнях фундамента Иерусалимского храма.

Теория «недостающего звена» с самого начала получила поддержку многих учёных, таких как Уильям Олбрайт, Мозес Гастер. Критики указывали, что внешнее графическое сходство ханаанейских знаков с синайскими и финикийскими ещё не доказывает их тождество. Дешифровки надписей, предлагавшиеся ранними исследователями, имели множество противоречий, знаки могли читаться взаимоисключающими способами, во многих случаях были прочитаны лишь сходные с финикийскими знаки.
С конца 20 в., когда начинается систематическое изучение ханаанейских памятников и добавляются новые находки, «ханаанейская теория» становится основной. К началу 21 в. большинство ханаанейских памятников дешифровано, а их знаки отождествлены с более поздними финикийскими.

## Археологические находки
В 1922 году археологи нашли в склепе Библа каменный саркофаг царя Ахирама, на крышке которого прорезана финикийская надпись. Пьер Монте, нашедший саркофаг, и некоторые другие отнесли надпись к XIII веку до н. э., однако в 1980-х годах Гибсон датировал надпись XI веком до н. э. Современные исследователи, опираясь на возраст глиняной посуды, найденной в склепе Ахирама, выдвигают гипотезу, что Ахирам жил в VII веке до н. э., и, таким образом, надпись на саркофаге не может дать отсчёт началу финикийской письменности. Тем не менее археолог Притчард в 1972 году при раскопках селения Сарепта (между Сидоном и Тиром) обнаружил глиняный кувшин с процарапанной надписью, которая, возможно, является самой ранней из выполненных финикийским письмом. Надпись на кувшине датируется началом XIII века до н. э., то есть выполнена до того, как греки заимствовали финикийский алфавит.
Элементы фонетической записи, предшествовавшие алфавиту, появляются в письменностях Древней Месопотамии (аккадская силлабическая клинопись) и, в особенности, Египта. Так, в египетской иероглифике уже во времена Среднего Царства получила распространение система одно-, двух- и трёхсогласных фонограмм, причём египетское иероглифическое письмо этого периода являлось сочетанием идеографических и фонетических знаков с преобладанием последних. Уже в этой письменности отмечается чисто фонетическая запись слов, для которых идеографическая форма записи непригодна, — иностранных личных имён и топонимов.
Первые следы использования алфавитных линейных (неклинописных) систем относятся к XIX веку до н. э. — это протоханаанейские и протосинайские надписи. Буквы протоханаанейского алфавита сохраняют стилизованные пиктографические начертания, однако используются фонетически. Связь пиктографии и фонетики в этом алфавите акрофоническая, то есть для записи некоего звука используется упрощённое изображение предмета, название которого начинается с этой буквы. Так, буква «б» представляет собой не что иное, как стилизированное изображение дома, beit. При этом этот символ больше никогда уже не обозначает «дом», только «б». И наоборот, для записи «б» используется только он.
Происхождение букв-пиктограмм неясно, считается возможным заимствование египетских односогласных фонограмм, однако со сменой их фонетического значения для адаптации протоханаанейской акрофонии. Дальнейшее упрощение начертания протоханаанейского алфавита и привело к появлению финикийской письменности: простая система, содержавшая всего 22 согласные буквы.
Сходные процессы адаптации происходили и с клинописью в XIII веке до н. э. При раскопках Угарита (север сирийского побережья Средиземного моря) были обнаружены тысячи глиняных табличек с клинописью. Часть записей была на аккадском и представляла собой дипломатическую переписку, но большая часть табличек содержала тексты мифологического характера, записанные западносемитским письмом, адаптированным к глине и содержащим 30 символов клинописи — то есть угаритский алфавит является, вероятно, первым неакрофоническим алфавитом.

### Революция письменности
Создание алфавита произвело настоящую революцию в мире письменности, сделав письменность доступной для большинства людей. Один знак обозначает один звук. В первоначальном акрофоническом варианте алфавит к тому же содержал и «подсказки» пишущему и читающему, что обусловливает его мнемоничность и облегчает его распространение — в пределах, естественно, одной языковой группы. Вероятно, сочетание акрофонической мнемоники с простотой начертания и малым числом символов и привело к быстрому распространению финикийского алфавита среди территорий, населённых народами, говорившими на западносемитских языках. Дополнительным преимуществом финикийского алфавита по сравнению с угаритским алфавитом была его независимость от носителя надписи: в отличие от клинописи, привязанной к глине, финикийская письменность была удобна для записи на любой поверхности, от вощёных дощечек до остраконов (черепков), на которых зачастую делались бытовые записи.
Следующим фактором распространения явилась адаптируемость: алфавитная система не привязана к конкретному языку. Несколькими десятками букв она теоретически позволяет записать любой язык. Простота изучения алфавита не идёт ни в какое сравнение с заучиванием, скажем, нескольких тысяч китайских иероглифов. Введение алфавита позволило демократизировать письменность. В обществах, использовавших алфавит, мы уже не находим каст, подобных египетским писцам или китайским мандаринам.
Гибкость фонетической системы записи позволила применять её и для записи языков других языковых групп: примером может служить повторение греками заимствования и адаптации финикийского алфавита для записи своей речи — подобно тому, как в Угарите была заимствована и адаптирована клинопись. Результат сходен: подобно угаритскому, греческий алфавит теряет акрофоничность финикийского. Своего рода современным отражением этой потери акрофоничности являются буквари, в которых буква сопровождается изображением предмета, название которого начинается со звука, соответствующего этой букве.

## Перечень знаков
| Предшествующие письма   | Предшествующие письма                         | Предшествующие письма | Символ      | Символ | Первоначальное значение | Первоначальное название и фонетическое значение | Потомки в современных алфавитах |
| Египетская письменность | Протосинайская письменность                   | Ханаанейское письмо   | Изображение | Юникод | Первоначальное значение | Первоначальное название и фонетическое значение | Потомки в современных алфавитах |
| ----------------------- | --------------------------------------------- | --------------------- | ----------- | ------ | --- | ----------------------------------------------- | --- |
| 𓃾                       |                                               |                       |             | 𐤀      | бык | алп = [ʔ] гортанная смычка                      | - א (алеф) в иврите - ا (алиф) в арабском - ܐ (алаф) в сирийском - Α (альфа) в греческом - A в латинском - А в кириллице |
| 𓉐                       |                                               |                       |             | 𐤁      | ночлег, очаг дома, дом | бет = /b/                                       | - ב (бет) в иврите - ب (ба') в арабском - ܒ (бет) в сирийском - Β (бета) в греческом - B в латинском - Б и В в кириллице, от византийского произношения β как [v]. Кроме того, поскольку в византийском варианте греческого алфавита не было буквы для обозначения звука [b], то создателям кириллицы пришлось ввести для этого звука отдельную букву Б, начертание которой восходит либо к одному из алфавитов Ближнего Востока (возможно, самаритянскому), либо к строчной латинской b одного из раннесредневековых латинских минускулов. |
| 𓌙                       |                                               |                       |             | 𐤂      | копьеметалка, верблюд, оглобли, вожжи                                                                                        | гамл = /g/                                      | - ג (гимель) в иврите - ج (джим) в арабском - ܓ (гамаль) в сирийском - Γ (гамма) в греческом - В этрусском языке не существовал звук [g], поэтому буква C, производная от gimel, использовалась для записи звука [k] (т. о. звук [k] записывался одной из трёх букв в зависимости от следующей гласной: K перед [a], C перед [e] и [i], Q перед [u]). В латинском алфавите буква C использовалась для записи как звука [g], так и [k]. В середине III века до н. э., для различения записи этих звуков, вводят букву G, полученную путём модификации C, закрепив её за [g]. - Г , Ґ и Ғ в кириллице |
| 𓉿                       |                                               |                       |             | 𐤃      | дверь, тканный полог входа в шатёр                                                                                           | делт = /d/                                      | - ד (далет) в иврите - د (даль) и ذ (заль) в арабском - ܕ (далат) в сирийском - Δ (дельта) в греческом - D в латинском - Д в кириллице |
| 𓀠?                      |                                               |                       |             | 𐤄      | молитва, выдох, окно | һe = /h/                                        | - ה (хей) в иврите - ه (hа') в арабском - ܗ (hе) в сирийском - Ε (эпсилон) в греческом - E в латинском - Е, Є и Ё в кириллице. |
| 𓏲                       |                                               |                       |             | 𐤅      | гвоздь, крюк, деревянный колышек для растяжки крепления шатра                                                                | ўаў = /w/                                       | - ו (вав) в иврите - و (вав) в арабском - ܘ (вав) в сирийском - В греческом исчез звук [w], поэтому первый прямой потомок «вав» — Ϝ (дигамма) — пропадает из алфавита. Второй потомок «вав» — Υ (ипсилон) — используется для записи звука [u]; позже [u] перешёл в [y] (аналогичный немецкому [ü]), а ещё позже в [i]; в то же время диграф ΟΥ (первоначально дифтонг [ou]) стал обозначать звук [u]. - В этрусском и раннем латинском алфавите, где сосуществовали F и Y, Y укорачивается до V для того, чтобы они не путались; для записи звука [f] используется комбинация FH, сокращённая затем до F (F[w] слился с V[u]). В середине I века до н. э. для передачи звука [y] в заимствованных греческих словах вводят букву Y («ипсилон», «игрек»). Уже в новое время происходит разделение U и V, а также вводится W. Таким образом, буквы F, U, V, W и Y имеют общее происхождение. - В кириллицу эта буква первоначально попадает в виде буквы Ѵ (ижица), точно соответствующей греческому Υ, а также диграфа ОУ (оник), который часто писался в виде лигатуры Ꙋ (ук) — затем во время реформы алфавита, предпринятой Петром I, ук дал начало русской букве У, которая позднее вошла во все гражданские алфавиты на основе кириллицы. Также в кириллице от буквы У произошли буквы Ү и Ұ |
| 𓏭                       |                                               |                       |             | 𐤆      | оружие | зен = /z/                                       | - ז (заин) в иврите - ز (зай) в арабском - ܙ (заин) в сирийском - Ζ (дзета) в греческом - В латинском алфавите звук [z] на определённом этапе развития языка исчез (перешёл в [r]), поэтому буква Z была исключена из алфавита в IV веке до н. э. Появившаяся в III веке до н. э. буква G, чтобы не сильно нарушать порядок следования букв, была поставлена на место исключённой Z. Когда впоследствии буква Z снова понадобилась (для записи слов, заимствованных из греческого языка), она была возвращена, но уже в самый конец алфавита. - З (земля) в кириллице |
| 𓉗 /𓈈?                   |                                               |                       |             | 𐤇      | Нет однозначной трактовки. Папирусная ширма, плетень, забор, стена, стрела, лестница, цветок лотоса.                         | хет = /ħ/                                       | - ח (хет) в иврите - ح (хьа') и خ (ха') в арабском - ܚ (хет) в сирийском - Η (эта) в греческом - H в латинском - Һ, И и Й в кириллице (от византийского произношения η как [i]). |
| 𓄤?                      | Proto-semiticTet-01                           |                       |             | 𐤈      | знак «Солнце-крест», корзина, колесо                                                                                         | тъет = /tˁ/                                     | - ט (тет) в иврите. - ط (та') и ظ (за') в арабском - ܛ (тет) в сирийском - Θ (тета) в греческом. - Ѳ (фита) в кириллице. В русском алфавите исчезла при орфографической реформе 1918 года. |
| 𓂝                       | Proto-semiticI-01                             |                       |             | 𐤉      | рука (плечо и предплечье) | йод = /j/                                       | - י (йод) в иврите - ي (йа') в арабском - Ι (йота) в греческом - I в латинском. В XVI веке от I отщепляется J, во многих языках до сих пор имеющая первоначальное фонетическое значение [j]. - І в кириллице, а также в диграфах Ы (еры) = Ъ+І и Ю = І+Ꙋ (ук). В русском алфавите исчезла при орфографической реформе 1918 года, сохранившись только в качестве элемента букв Ы, Ю. Близка к русским буквам И и Й. |
| 𓂧                       |                                               |                       |             | 𐤊      | ладонь | каф = /k/                                       | - כ (каф) в иврите - ك (кяф) в арабском - Κ (каппа) в греческом - K в латинском. Появилась в классический период для передачи греческих слов с «каппой» и «хи» (только в виде сочетания kh), ранее передававшейся в виде сочетания ch. - К в кириллице |
| 𓌅                       |                                               |                       |             | 𐤋      | палка погонщика быков, овец, верблюдов                                                                                       | лемда = /l/                                     | - ל (ламед) в иврите - ل (лям) в арабском - Λ (лямбда) в греческом - L в латинском - Л и лигатура Љ в кириллице - Լ (льюн) в армянском |
| 𓈖                       |                                               |                       |             | 𐤌      | воды | мем = /m/                                       | - מ (мем) в иврите - م (мим) в арабском - Μ (мю) в греческом - M в латинском. Не путать: в этрусском буква для записи звука [m] имела три волны, и существовала похожая буква с двумя (как у M), использовавшаяся для записи свистящего [s]. - М в кириллице |
| 𓆓                       |                                               |                       |             | 𐤍      | рыба, угорь, змея | нун = /n/                                       | - נ (нун) в иврите - ن (нун) в арабском - Ν (ню) в греческом - N в латинском - Н в кириллице - Ң в кириллице |
| 𓊽                       | Proto-semiticX-01                             | Proto-semiticX-02     |             | 𐤎      | опора, столб | семка = /s/                                     | - ס (самех) в иврите - Ξ (кси) в греческом - X в латинском - Ѯ в кириллице |
| 𓁹                       | Proto-semiticO-01                             |                       |             | 𐤏      | глаз | ʕейн = /ʕ/ звонкий фарингальный фрикатив        | - ע (аин) в иврите - ع ('айн) и غ (гайн) в арабском - Ο (омикрон) и Ω (омега) в греческом - O в латинском - О в кириллице - Ө в кириллице |
| 𓂋                       |                                               |                       |             | 𐤐      | рот | пей = /p/                                       | - פ (пе) в иврите - ف (фа') в арабском - Π (пи) в греческом - P в латинском - П в кириллице |
| 𓇑?                      | Proto-semiticTsade-01 · Proto-semiticTsade-02 |                       |             | 𐤑      | Нет однозначной трактовки. Удочка, рыболовный крючок (рыболов), охотник, папирус (растение)                                  | съаде = /sˁ/                                    | - צ (цади) в иврите - ص (сад) и ض (дад) в арабском - Ϡ (сан, сампи) в греческом, быстро исчезла - Ц, Џ, Ч, Ҷ, Ӌ, Ҹ в кириллице |
| 𓃻?                      |                                               |                       |             | 𐤒      | Нет однозначной трактовки. Игольное ушко (ушко рыболовного крючка?), обезьяна, узел или клубок шерсти, затылок, закат солнца | қоф = /q/                                       | - ק (куф) в иврите - ق (каф) в арабском - Ϙ (коппа) в греческом; быстро вышла из употребления и, возможно, была предшественницей Φ (фи) в греческом и Ф в кириллице - Q в латинском |
| 𓁶                       |                                               |                       |             | 𐤓      | голова | реш = /r/                                       | - ר (реш) в иврите - ر (ра') в арабском - Ρ (ро) в греческом - R в латинском - Р, Ъ, ь и Ы в кириллице |
| 𓌓                       |                                               |                       |             | 𐤔      | зуб | шин = /ʃ/                                       | - ש (шин, син) в иврите, используется для записи звуков [s] и [sh], различаясь при написании расположением точки: שׂ для [s] и שׁ для [ʃ]. - س (син) и ش (шин) в арабском - Σ (сигма) и Ϛ (стигма) в греческом - S в латинском - С, Ѕ и Ш в кириллице. Также в составе диграфа Щ = Ш+Т. |
| 𓏴                       |                                               |                       |             | 𐤕      | знак, метка, крест | таў = /t/                                       | - ת (тав) в иврите - ت (та') и ث (са') в арабском - Τ (тау) в греческом - T в латинском - Т в кириллице; также в составе диграфов Ђ и Ћ |

## Дальнейшее развитие
Дальнейшие изменения собственно финикийского алфавита происходили в части его начертания: появилась скоропись с более мягким начертанием букв. Вместе с тем, распространение, заимствование и адаптация финикийского алфавита шли двумя путями. Среди народов, говоривших на семитских языках, он перешёл в арамейский алфавит и сохранил черты консонантного письма; этот алфавит дал начало целому ряду письменностей. Заимствование же греками и, предположительно, этрусками, шло через адаптацию путём добавления гласных.
Таким образом, финикийская письменность дала начало нескольким ветвям письменностей:
- Греческая письменность и её потомки в Европе и Северной Африке:

- - Этрусский алфавит и его потомки:
    - латинский алфавит, распространившийся из Западной Европы по всему миру
    - северноэтрусские алфавиты;

  - Кириллица, вариантами которой пользуются восточные и большая часть южных славян, а также почти все неславянские народы России и некоторых стран СНГ
  - Древнепермское письмо (частично)
  - Глаголица
  - Фригийский алфавит
  - Готское письмо
  - Греко-иберский алфавит
  - Древненубийское письмо
  - Коптское письмо
- Арамейская письменность и её потомки в Северной Африке и на большей части Азии:
  - Еврейский алфавит
- Мандейское письмо
- Набатейский алфавит и его потомок:
  - арабское письмо и его региональные вариации для языков большинства мусульманских государств;
- Вероятно, брахми (а также кхароштхи[22]) и его многочисленные потомки и ответвления для подавляющего большинства языков Индостана и Юго-Восточной Азии[23][24][25]:
  - деванагари
  - тибетское письмо
  - бирманское письмо
  - яванское письмо
  - тамильское письмо
  - сингальское письмо
  - тайское письмо и др.;
- Пехлевийское письмо и потомок:
  - авестийский алфавит;
- Сирийское письмо (разновидности серто, эстрангело и др.), от которого, в свою очередь, произошли:
  - согдийское письмо и его потомки:
    - манихейское письмо
    - уйгурское письмо и потомок:
      - старомонгольское письмо и потомки:
        - маньчжурское письмо
        - тодо-бичиг
        - вагиндра
- Палеоиспанская письменность
- Малоазийские алфавиты
- Древнееврейское письмо и его потомок:
  - Самаритянское письмо.
- Древнеливийская письменность и её потомки:
  - Тифинаг и разновидность Неотифинаг для берберских языков
  - Турдетанское письмо

Можно заключить, что большинство из существовавших в прошлом и существующих сегодня алфавитных письменных систем являются прямыми наследниками финикийского алфавита.